# دفع الحوض
دفع الحوض هو حركة دفع منطقة الحوض، والتي تستخدم في مجموعة متنوعة من الأنشطة، مثل الرقص أو ممارسة الرياضة أو النشاط الجنسي.